# Barossa Council
Koordinaten: 34° 30′ S, 139° 3′ O

Der District Council of Barossa ist ein lokales Verwaltungsgebiet (LGA) im australischen Bundesstaat South Australia. Das Gebiet ist 912 km² groß und hat etwa 23.500 Einwohner (2016).
Barossa liegt in der Region Outer Adelaide und grenzt im Südwesten an die Metropole Adelaide. Das Gebiet beinhaltet 47 Ortsteile und Ortschaften:
Altona, Angaston, Argent Town, Bald Hill, Barossa, Barossa Goldfields, Barossa Reservoir, Barossa Valley, Bethany, Bilyara, Cockatoo Valley, Collingrove, Concordia, Craneford, Cromer, Dorrien, Eden Valley, Flaxman Valley, Kalbeeba, Krondorf, Langmeil, Light Pass, Lone Pine, Lyndoch, Moculta, Mount Crawford, Mount Kitchener, Mount McKenzie, Mount Pleasant, Nuriootpa, Parrot Hill, Penrice, Pewsey Vale, Rocky Gully, Rosedale, Rowland Flat, Sandy Creek, South Para Reservoir, Springton, Stockwell, Tanunda, Tarawatta, Taunton, Vine Vale, Warren Reservoir, Williamstown und Wilton.
Der Verwaltungssitz des Councils befindet sich in der Ortschaft Nuriootpa im Norden der LGA, die etwa 5700 Einwohner hat (2016).

## Verwaltung
Der Council von Barossa hat 14 Mitglieder, die 13 Councillor und der Vorsitzende und Mayor (Bürgermeister) des Councils werden von den Bewohnern der LGA gewählt. Barossa ist nicht in Bezirke untergliedert.